# Виконт Эддисон

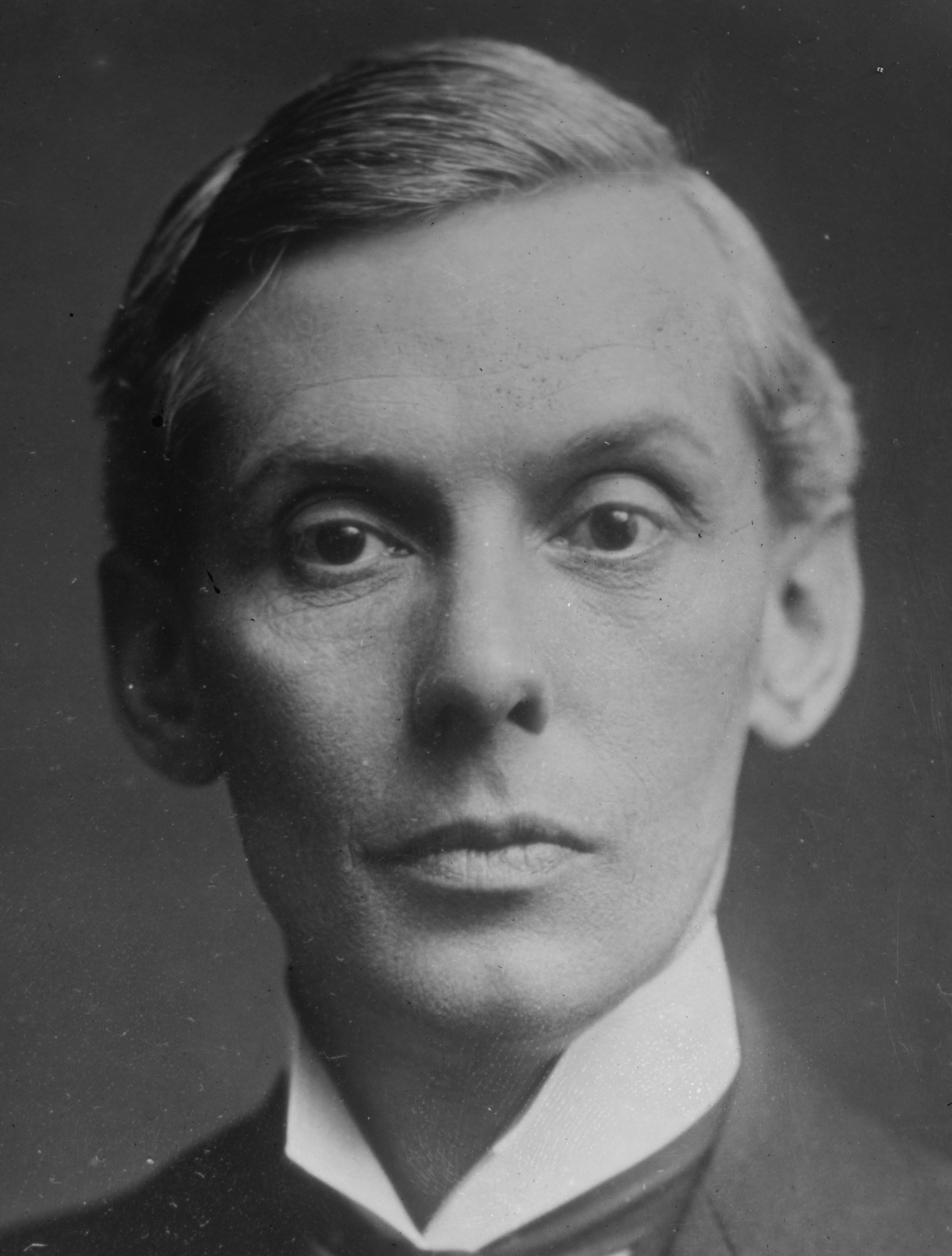
Кристофер Эддисон, 1-й виконт Эддисон (1869—1951)

Виконт Эддисон (англ. Viscount Addison) из Сталлингборо в графстве Линкольншир — наследственный титул в системе Пэрства Соединённого королевства. Он был создан 6 июля 1945 года для врача и политика Кристофера Эддисона, 1-го барона Эддисона (1869—1951). 22 мая 1937 года он получил титул барона Эддисона из Сталлингборо в графстве Линкольншир (Пэрство Соединённого королевства). Кристофер Эддисон занимал посты министра боеприпасов (1916—1917), министра реконструкции (1917—1919), министра местного самоуправления (1919), министра здравоохранения (1919—1921), министра без портфеля (1921), министра сельского хозяйства (1930—1931), министра по делам доминионов (1945—1947), лидера Палаты лордов (1945—1951), лорда-хранителя Малой печати (1947—1951), генерального казначея (1948—1949) и лорда-председателя Совета (1951).
По состоянию на 2024 год носителем титула являлся его внук, Уильям Мэтью Ванд Эддисон, 4-й виконт Эддисон (род. 1945), который сменил своего отца в 1992 году.
Семейная резиденция — Черн Барн в Оундле (Питерборо).

## Виконты Эддисон (1945)
- 1945—1951: Кристофер Эддисон, 1-й виконт Эддисон (19 июня 1869 — 11 декабря 1951), сын Роберта Эддисона (1838—1899);
- 1951—1976: Кристофер Эддисон, 2-й виконт Эддисон (8 декабря 1904 — 18 ноября 1976), старший сын предыдущего;
- 1976—1992: Майкл Эддисон, 3-й виконт Эддисон (12 апреля 1914 — 23 марта 1992), младший брат предыдущего;
- 1992 — настоящее время: Уильям Мэтью Ванд Эддисон, 4-й виконт Эддисон (род. 13 июня 1945), единственный сын предыдущего;
  - Наследник: достопочтенный Пол Ванд Эддисон (род. 18 марта 1973), единственный сын предыдущего.